# مگر من چه کار کرده‌ام که مستحق این باشم؟
هجوم مقدس به تنهایی، آدم بد!مگر من چکار کرده‌ام که مستحق این باشم؟
(Yuusha no Kuse Ni Namaikida, 勇者のくせになまいきだ) یک بازی استراتژی هم‌زمان برای پلی‌استیشن همراه است. 
این بازی توسط مجله دنیای بازی به عنوان هشتمین بازی بدنام(نام نادرست) انتخاب شد.